# Pasabolo tablón

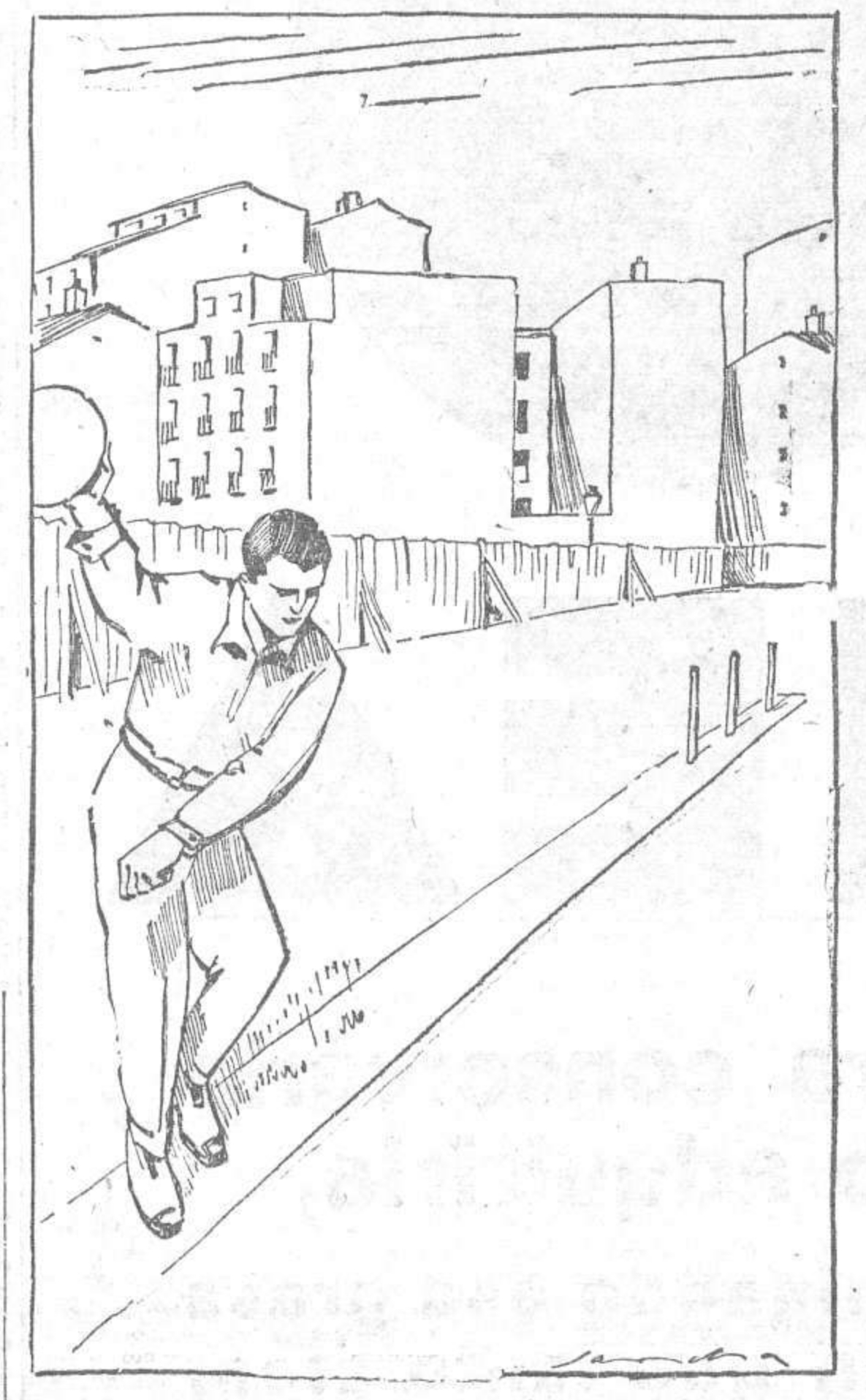
«El pasabolos, la palma, el cache y el birle» (La Voz, 1929)

El pasabolo tablón es un deporte tradicional de bolos, cuyo origen no está claro a día de hoy, pudiendo ser de toda la zona limítrofe entre Cantabria, Burgos y Vizcaya (España). Hoy en día se sigue practicando en estas mismas zonas, esto es, la comarca cántabra de Asón-Agüera, el municipio de Valderredible, algunas localidades de la provincia de Burgos (Castilla y León) y del País Vasco.

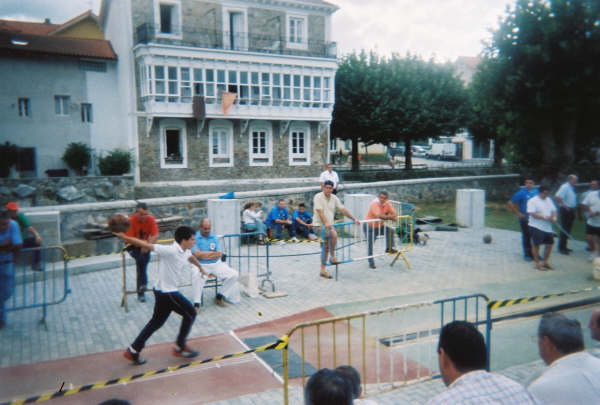
Joven jugador de pasabolo tablón en el momento del lance.

Es una modalidad de bolos que consiste en lanzar una bola por un tablón y lanzar lo más lejos posible los tres bolos que hay al final de la tabla sobre un campo de hierba de casi 50 metros de largo. El tablón se suele limpiar con agua después de cada tirada con el fin de facilitar el deslizamiento de la bola por el tablón y para borrar las marcas realizadas por las bolas anteriormente lanzadas, lo que permite al jugador poder localizar sus posibles fallos. Los bolos, que no tienen cabeza, se fijan en los agujeros del suelo mediante arcilla.
En la campa hay siete rayas con un valor de 10, 20, 30, 40, 50, 60 y 70 (de la más cercana a la más lejana). Si un bolo es derribado, pero no alcanza la primera raya vale 1, y la mayor jugada son 210 bolos.
Cada raya está a unos 5 m de la otra, estando colocada la primera a unos 12 m del último bolo.